# Horst Bernhardt

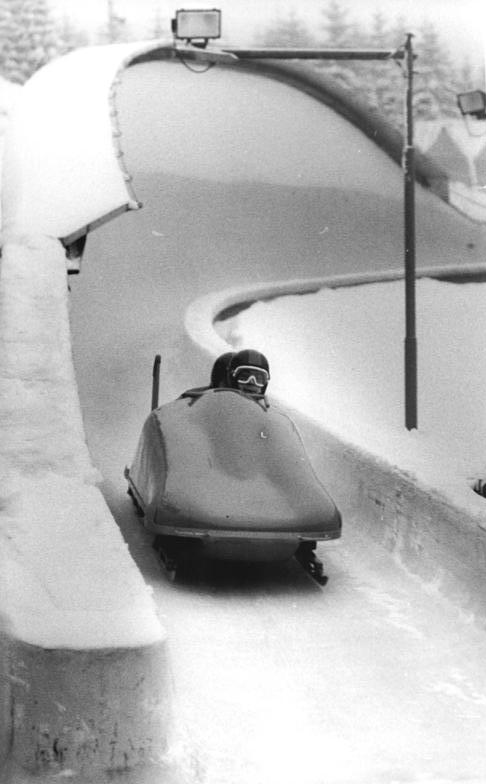
Horst Schönau, Horst Bernhard ADN-ZB Schaar 16.12.74

Horst Bernhardt (26 de enero de 1951) es un deportista de la RDA que compitió en bobsleigh en la modalidad cuádruple.
Ganó una medalla de oro en el Campeonato Mundial de Bobsleigh de 1978, y dos medallas de bronce en el Campeonato Europeo de Bobsleigh, en los años 1978 y 1979.

## Palmarés internacional
| Campeonato Mundial | Campeonato Mundial           | Campeonato Mundial | Campeonato Mundial |
| Año                | Lugar                        | Medalla            | Prueba             |
| ------------------ | ---------------------------- | ------------------ | ------------------ |
| 1978               | Lake Placid (Estados Unidos) | Medalla de oro     | Cuádruple          |
| Campeonato Europeo |                              |                    |                    |
| Año                | Lugar                        | Medalla            | Prueba             |
| 1978               | Igls (Austria)               | Medalla de bronce  | Cuádruple          |
| 1979               | Winterberg (RFA)             | Medalla de bronce  | Cuádruple          |